# Janette Kössler
Janette Kössler (* 1983 in Wien) ist eine österreichische Schauspielerin.
Sie hat bei diversen Kindersendungen des ORF mitgewirkt und 1997 bei der Fernsehserie Die Knickerbocker-Bande die Rolle der Lilo übernommen. Von 2000 bis 2004 spielte sie in der Serie Schlosshotel Orth. Darüber hinaus hatte sie Auftritte in Medicopter 117 und im Fernsehfilm Molly & Mops (2007), sowie in deutschen Serien.
Janette Kössler hat in Wien maturiert und lebt dort.

## Filmografie
- 1997: Die Knickerbocker-Bande (Fernsehserie)
- 2000–2004: Schlosshotel Orth (Fernsehserie)
- 2002/2003: Medicopter 117 – Jedes Leben zählt (Fernsehserie, zwei Episoden)
- 2007: Molly & Mops (Fernsehfilm)